# Hans Liljedahl
Hans Gustaf Liljedahl, född 7 april 1913 i Stockholm, död 9 november 1991 i Lidingö, var en svensk sportskytt som tävlade i lerduveskytte.
Liljedahl blev världsmästare 1947 och deltog även i två olympiska spel, där han blev bronsmedaljör i Helsingfors 1952 och åtta i Melbourne 1956.